# Забранена пътека (сериал, 2023)
Забранена пътека (на испански: Senda prohibida) е мексикански драматичен уеб сериал, режисиран от Хуан Пабло Бланко и Густаво Рон и продуциран от Жисел Гонсалес за ТелевисаУнивисион през 2023 г. Версията, разработена от Летисия Лопес-Маргали в сътрудничество с Лаура Соса и Наюра Арагон, е базирана на първата мексиканска теленовела Забранена пътека от 1958 г., създадена от Фернанда Вийели.
В главните роли са Ела Велден, Раул Мендес и Хосе Мануел Ринкон.

## Сюжет
Нора е амбициозна жена, която става причина за съперничество между баща и син, за да получи луксозния живот, който винаги е искала. Живеейки във време, когато жените са смятани за обекти, Нора Лопес или Корина – както е известна в кабарето, където работи, е решена да постигне богатството, за което жадува толкова много, и нищо не е в състояние да я спре, докато не го постигне. За да постигне своите цели, тя е готова да унищожи едно семейство, манипулирайки мъжете със своята красота, като настройва баща и син един срещу друг, които рискуват живота си.

## Актьори
- Ела Велден – Нора Лопес Хименес / Корина
- Раул Мендес – Федерико Рубио
- Илиана Фокс – Ирене Рубио
- Плутарко Аса – Раймундо Коралес
- Хосе Мануел Ринкон – Роберто Рубио
- Естебан Соберанес – Енрике
- Дани Переа – Клементина
- Лус Мария Сетина – Клара
- Консепсион Маркес – Франсиска
- Бернардо Флорес – Хулио
- Далеха Менесес – Марта Рубио
- Фабиан Корес – Рафаел
- Армандо Ернандес – Сеферино
- Алфредо Уерека – Еладио
- Майрин Вилянуева – Разказвач
- Сусана Сабалета – Певица на болеро
- Ока Хинер – Силвия Дербес
- Армандо Еспития – Косме
- Фернанда Ривас – Чабела
- Бруно Романоли – Пабло
- Луис Касан – Мариано
- Себастиан Малтрана – Херардо
- Рафа Фариас – Серхио
- Алберто Янес – Бонифасио
- Оскар Тревиньо – Рохо
- Едуардо Виктория – Карлос Куева
- Марио Моран – Ернесто
- Мигел Риверо – Федерико Рубио (млад)
- Лус Мирея Веласко – Ирене Рубио (млада)

## Премиера
Премиерата на Забранена пътека е на 23 юни 2023 г. по стрийминг платформата Vix. Като част от стратегията на компанията, първите два епизоди от поредицата са излъчени ексклузивно на 24 юни 2023 г. по канал Las Estrellas, като са гледани от 7,1 млн. зрители.

## Продукция
На 16 февруари 2022 г. сериалът е обявен като едно от заглавията на стрийминг платформата на ТелевисаУнивисион Vix. На 8 август 2022 г. е съобщено, че записите на продукцията са започнали.

## Епизоди
| № | Заглавие                                                  | Излъчване   |
| --- | --------------------------------------------------------- | ----------- |
| 1 | Съдбата има хиляди очи („El destino tiene mil ojos“)      | 23 юни 2023 |
| Роберто предлага на Корина, танцьорка в кабаре, да му стане гадже. Федерико, бащата на Роберто, богат бизнесмен, среща Нора, красива служителка в цветарски магазин, но в действителност Корина е тази, която променя самоличността си през деня.                |                                                           |             |
| 2 | Сватба по вода („Bodas de agua“)                          | 23 юни 2023 |
| По време на юбилейното парти Федерико получава обаждане от Нора, която, преструвайки се, уверява, че е била жертва на нападатели. Той бързо оставя Ирене и нейните гости, за да ѝ помогне. В компанията на Нора, той се оставя да бъде увлечен от желанието.     |                                                           |             |
| 3 | Лъжи, които убиват („Mentiras que matan“)                 | 23 юни 2023 |
| След последната си среща с Федерико, Корина отлага връзката си с Роберто. Марта започва да се чувства привлечена от Хулио. Федерико отива в кабарето, за да настоява Корина да стои далеч от сина му и се изправя срещу Коралес.                                 |                                                           |             |
| 4 | Разпитваш за моето минало („De mi pasado preguntas todo“) | 23 юни 2023 |
| Мотивиран от негодуванието, което изпитва към Нора, Рафаел, стара любов от миналото, решава да ѝ отмъсти. Опитвайки се да защити Корина, Роберто и Рафаел се борят с огнестрелно оръжие, Роберто внезапно е прострелян и изпада в безсъзнание.                   |                                                           |             |
| 5 | Кръвни връзки („Lazos de sangre“)                         | 23 юни 2023 |
| В квартала Нора се опитва да премахне петната от кръв от дрехите си. Полицията намира безжизненото тяло на Рафаел и започва разследването, пръстенът на Роберто се появява на местопрестъплението.                                                               |                                                           |             |
| 6 | Любовно заклинание („Sortilegio de amor“)                 | 23 юни 2023 |
| Роберто предлага на Корина да избягат заедно и да изживеят любовта си далеч, страхувайки се, че полицията ще ги арестува за убийството на Рафаел, но тя признава, че се е влюбила в друг мъж, което разбива сърцето му.                                          |                                                           |             |
| 7 | Коварство („Perfidia“)                                    | 23 юни 2023 |
| Коралес манипулира Роберто, сеейки съмнения относно собствения му баща. Ирене се доверява на Карлос и му разказва за подозренията си относно изневярата на Федерико. Полицията разследва самоличността на Рафаел в кабарето. Роберто решава да последва баща си. |                                                           |             |

## Версии
- Забранена пътека (1958), мексиканска теленовела, създадена от Фернанда Вийели, режисирана от Рафаел Банкелс и продуцирана от Хесус Гомес Обрегон за Телесистема мехикано, с участието на Силвия Дербес, Франсиско Хамбрина, Ектор Гомес и Беатрис Шеридан.
- Забранена пътека (1961), мексикански игрален филм, режисиран от Алфредо Б. Кревена, с участието на Лилия Прадо.
- Забранена любов (1979), мексиканска теленовела, продуцирана от Ернесто Алонсо за Телевиса, с участието на Клаудия Ислас.